# Three Sailors and a Girl
Three Sailors and a Girl is een Amerikaanse film uit 1953 van Roy Del Ruth met in de hoofdrollen Jane Powell en Gordon MacRae.
De film is gebaseerd op het toneelstuk The Butter and Egg Man uit 1925 van George S. Kaufman en gaat over drie matrozen die willen investeren in een Broadwaymusical.
Acteur Burt Lancaster heeft een cameo op het eind van de film. Hij speelt een marinier die wordt afgewezen voor een rol in de musical omdat hij te veel op een bekende acteur lijkt. In werkelijkheid begon de filmcarrière van Lancaster toen hij bij een auditie door een producent werd aangezien voor een acteur en gevraagd werd om een stuk tekst voor te dragen.

## Verhaal
Nadat hun onderzeeboot het dok ingaat, krijgen de matrozen dertig dagen verlof. Drie van hen, Choirboy, Twitch en Porky hebben grote plannen. Ze willen een groot bedrag investeren in de hoop snel een flink geld te verdienen. Alle matrozen van de onderzeeër hebben bijgedragen en hun fors opgelopen gage van in totaal 50.000 dollar aan de drie toevertrouwd. De drie zijn getuige van de poging van producent Joe Woods en zijn ster, Penny Weston, om geld los te krijgen voor een musicalproductie van de rijke beurshandelaar Morrow. Als Choirboy aan Woods vraagt waarom hij is weggestuurd, ziet de laatste het vele geld van de matrozen. Plotseling ziet hij nieuwe mogelijkheden en neemt de drie mee naar de repetitie van de musical. De show gaat over de marine en de drie hebben gelijk interesse. Vooral Jones, die goed kan zingen, heeft veel belangstelling voor de liedjes en wil het script lezen. Woods vraagt aan Penny om de zeelieden een beetje te paaien, maar die vindt het maar niets dat het vertrouwen van de matrozen wordt misbruikt. Maar het is al te laat, Choirboy is stapelverliefd op haar geworden en besluit in de musical te investeren. De drie bemoeien zich intensief met de productie en Twitch en Porky doen zelfs voor aan de mannelijke hoofdrolspeler Rossie hoe hij meer humor in zijn rol kan leggen. Maar Rossi is niet onder de indruk. Het gaat meteen mis bij de try-outs. De enige die wordt geprezen is Penny, maar Rossi wordt uitgefloten. Een aantal acteurs loopt weg en Twitch en Porky moeten invallen om de opengevallen plekken in te vullen. Choirboy doet ook zijn best en vraagt enkele mariniers om geld bij te dragen. Hij koopt Woods uit en begint de show te herschrijven en de regie op zich te nemen. Maar hij is een amateur en Penny ziet dat Choirboy afstevent op een flop. Ze vraagt George Abott, Moss Hall en Ira Gershwin om advies. De drie giganten van Broadway doen een aantal suggesties en sturen Choirboy, Twitch en Porky het toneel op om mee te dansen en te zingen. De show is een gigantische hit op Broadway en Choirboy overweegt al om een nieuwe carrière als theaterproducent te beginnen. Hij wordt uit de droom geholpen door Penny, die zegt dat hij alles te danken heeft aan Gershwin, Abott en Hall. Voordat Choirboy hersteld is van deze opmerking, krijgt hij een dagvaarding van de advocaat van de oorspronkelijke investeerders van de show. De investeerders eisen hun geld terug. Gelukkig weet Peggy het tij te keren door Woods te vragen de show voor 200.000 dollar terug te kopen. Woods lacht om de eis van de advocaat die hij ontmaskert als een oplichter. Penny en Choirboy vallen elkaar in de armen en de drie matrozen kunnen met opgegeven hoofd terug naar de onderzeeboot, de investering is verviervoudigd.

## Rolverdeling
| Acteur            | Personage        |
| ----------------- | ---------------- |
| Jane Powell       | Penny Weston     |
| Gordon MacRae     | "Choirboy" Jones |
| Gene Nelson       | Twitch           |
| Sam Levene        | Joe Woods        |
| Jack E. Leonard   | Porky            |
| George Givot      | Emilio Rossi     |
| Veda Ann Borg     | Faye Ross        |
| Archer MacDonald  | Webster          |
| Raymond Greenleaf | Morrow           |
| Henry Slate       | Hank the sailor  |

## Muziek
De volgende liedjes zijn in de film te horen:
- "Face to Face" (Sammy Fain/ Sammy Cahn)
- "You're But Oh, So Right" (Sammy Fain/Sammy Cahn)
- "My Heart Is a Singing Heart" (Sammy Fain/Sammy Cahn)
- "There Must Be a Reason" (Sammy Fain/Sammy Cahn)
- "When It's Love" (Earl K. Brent/Sammy Cahn)
- "I Got Butterflies" (Sammy Fain/Sammy Cahn)
- "Kiss Me or I'll Scream" (Sammy Fain/Sammy Cahn)
- "The Lately Song" (Sammy Fain/Sammy Cahn)
- "Show Me a Happy Woman (and I'll Show You a Miserable Man)" (Sammy Fain/Sammy Cahn)
- "It's Gonna Be a Big Hit" (Sammy Fain/Sammy Cahn)
- "Embraceable You" (George Gershwin/Ira Gershwin)
- "The Japanese Sandman" (Richard A. Whiting)
- "The Marine Hymn" (Jacques Offenbach)